# Чорноріцьке
Чорнорі́цьке (рос. Чорнорицкое) — село у складі Ірбітського міського округу Свердловської області.
Населення — 421 особа (2010, 435 у 2002).
Національний склад населення станом на 2002 рік: росіяни — 95 %.